# Лютом (Поморське воєводство)
Лютом (пол. Lutom, нім. Luttom) — село в Польщі, у гміні Черськ Хойницького повіту Поморського воєводства.
Населення — 178 осіб (2011).
У 1975-1998 роках село належало до Бидгощського воєводства.

## Демографія
Демографічна структура станом на 31 березня 2011 року:
|          | Загалом | Допрацездатний вік | Працездатний вік | Постпрацездатний вік |
| -------- | ------- | ------------------ | ---------------- | -------------------- |
| Чоловіки | 101     | 20                 | 68               | 13                   |
| Жінки    | 77      | 18                 | 38               | 21                   |
| Разом    | 178     | 38                 | 106              | 34                   |